# بورسيرة مفردة
بورسيرة مفردة (الاسم العلمي:Bursera simplex) هي نوع من النباتات تتبع جنس البورسيرة من الفصيلة البخورية.